# Bahnhof Biberach (Baden)
Der Bahnhof Biberach (Baden) ist ein Trennungsbahnhof in Südbaden, südlich der baden-württembergischen Stadt Offenburg. Hier zweigt die Harmersbachtalbahn über Zell am Harmersbach nach Oberharmersbach-Riersbach von der Schwarzwaldbahn Offenburg – Singen (Hohentwiel) ab.

## Geschichte
Mit dem Bau der Schwarzwaldbahn und der Eröffnung des Bahnhofs Biberach am 2. Juli 1866 entwickelten sich aus der einen oder anderen ländlichen Werkstatt größere Betriebe mit durchaus schon industriellem Charakter. Ursprünglich schlug die benachbarte Stadt Zell am Harmersbach vor, mit einem Tunnel von Steinach her den Anschluss an die Bahn zu erreichen. Nicht nur die Kostenfrage ließ dieses Ansinnen scheitern. Einziges Zugeständnis war, dass die Station Biberach bis 1919 zum Ärger der Biberacher Bürger „Biberach-Zell“ hieß.
1897 schlug die Berliner Firma Vering & Waechter vor, eine „Anschlussbahn“ von Biberach aus nach Zell zu bauen. Ursprünglich nur bis zur Stadt Zell geplant, forderte die Gemeinde Oberharmersbach aus wirtschaftlichen Gründen die Weiterführung der Bahnlinie bis ins Harmersbacher Tal. Am 15. Dezember 1904 wurde die nun „Harmersbachtalbahn“ genannte Strecke offiziell eröffnet. Infrastrukturbetreiber ist heute die Südwestdeutsche Landesverkehrs-GmbH (SWEG).
Eine Überlegung, die Bahnstrecke Lahr–Lahr Stadt nach Biberach zu verlängern, wurde aufgrund der schwierigen topographischen Verhältnisse nicht umgesetzt.
Die Schwarzwaldbahn wurde ab 1972 elektrifiziert, der Abschnitt von Offenburg bis Villingen war am 28. September 1975 fertiggestellt.
Seit Dezember 2005 werden einzelne Fahrten der Harmersbachtalbahn über Biberach hinaus direkt von bzw. nach Offenburg durchgebunden. 
Im Dezember 2014 wurde die 110-Jahr-Feier der Harmersbachtalbahn gefeiert.

## Anlagen
Der Bahnhof verfügt heute nur noch über die beiden Durchgangsgleise, an denen jeweils ein Seitenbahnsteig liegt, an Gleis 1 mit dem Empfangsgebäude. Das westlichste Bahnsteiggleis, die Ladegleise und die Gleise nördlich der Bahnhofstraße wurden abgebaut. Auf der Westseite ist ein nicht mehr als solcher genutzter Güterschuppen vorhanden. Die Nebenbahn hat ein Kopfgleis südlich des Empfangsgebäudes auf der Ostseite des Hausbahnsteiges, heute Gleis 7. Seit 1981/82 gibt es eine direkte Einfahrmöglichkeit in den DB-Bahnhof. Im Vorfeld des Nebenbahnhofes befanden sich ein Umfahrgleis und mehrere Abstellgleise, von denen auch ein Übergabegleis zur Staatsbahn verlief. Bis auf das Umfahrgleis sind diese Gleise inzwischen entfernt. Für den Einsatz der batterieelektrischen Triebzüge des Typs Mireo Plus B wurde Gleis 7 zwischen März und April 2023 teilweise elektrifiziert.

## Verkehr
Biberach gehört wie der gesamte Ortenaukreis dem Tarifverbund Ortenau (TGO) an. Auf der Schwarzwaldbahn verkehrt im Stundentakt der als „Schwarzwaldbahn“ bezeichnete Regional-Express Karlsruhe – Konstanz. Dieser hält jedoch nur alle zwei Stunden in Biberach. In den anderen Stunden hält der Zug im benachbarten Bahnhof Gengenbach.
Darüber hinaus hält auch die SWEG zwischen Bad Griesbach, Offenburg, Hausach und Freudenstadt sowie die Züge der Harmersbachtalbahn von und nach Oberharmersbach in Biberach. Hinzu kommen einzelne Verbindungen zwischen Offenburg, Hausach und Hornberg, welche meist jedoch erst in Hausach beginnen beziehungsweise enden. Zum Einsatz kommen SWEG-Triebwagen vom Typ Mireo Plus B.

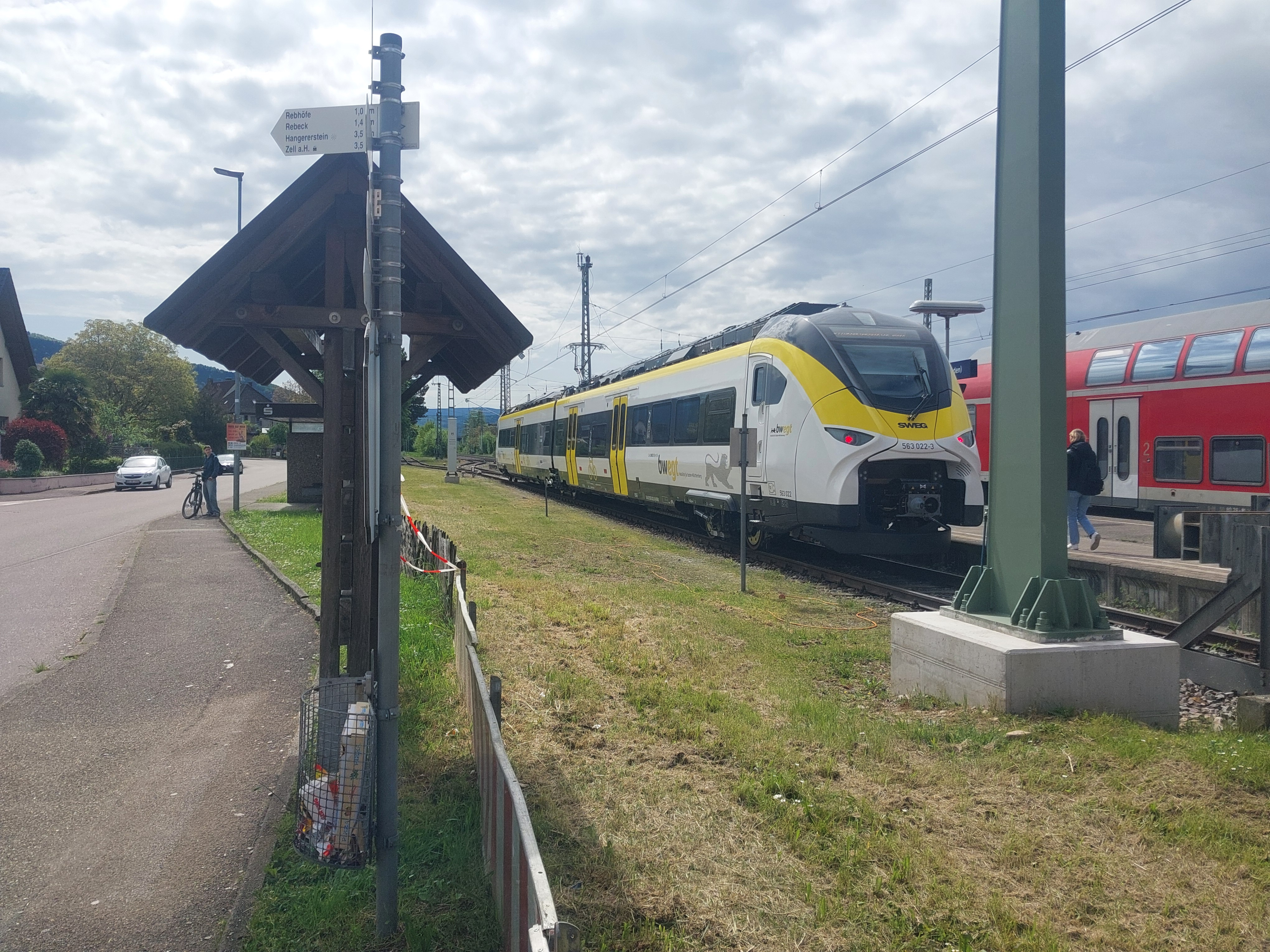
Mireo Plus B der SWEG auf Gleis 7

| Linie                    | Betreiber | Verlauf | Frequenz         |
| ------------------------ | --------- | --- | ---------------- |
| RE 2                     | DB Regio  | Karlsruhe Hbf – Baden-Baden – Achern – Offenburg – Biberach (Baden) – Hausach – Villingen (Schwarzw) – Donaueschingen – Singen (Hohentwiel) – Konstanz | 120-Minuten-Takt |
| RS 1                     | SWEG      | Offenburg – Biberach (Baden) – Hausach – Alpirsbach – Freudenstadt Hbf                                                                                 | 60-Minuten-Takt  |
| RS 2                     | SWEG      | Bad Griesbach – Oppenau – Oberkirch – Appenweier – Offenburg – Biberach (Baden) – Hausach                                                              | einzelne Züge    |
| RS 12                    | SWEG      | (Offenburg –) Biberach (Baden) – Zell am Harmersbach – Oberharmersbach-Riersbach                                                                       | 60-Minuten-Takt  |
| Stand: 15. Dezember 2024 |           | |                  |